# حارة حديقة 26 سبتمبر (صنعاء)
حارة حديقة 26 سبتمبر هي إحدى حارات حي السبعين بمديرية السبعين إحد مديريات العاصمة اليمنية صنعاء، بلغ تعداد سكانها 5875 نسمة حسب تعداد اليمن لعام 2004.